# Paronomázie
Paronomázie je figura podobná aliteraci. Vzniká nahromaděním slov odvozených od jednoho slova, avšak vztah mezi slovy může být jen zdánlivý. Na rozdíl od aliterace jsou stejnou počáteční hláskou spojována slova podobně znějící (s podobnou fonetickou realizací).
 
Přísný pštros přepřísné pštrosí autority přednášel před časem mladým pštrosáčatům o nadřazenosti jejich druhu nad všemi ostatními druhy. (James Thurber; přeložil Radoslav Nenadál)